# Gonodactylaceus falcatus
Gonodactylaceus falcatus е вид морско хищно ракообразно от семейство Gonodactylidae.

## Описание
Има дължина около 20 cm и тегло към 200 грама.
С клещите си това животно може да троши безпроблемно мидени черупки.
Притежава 16 различни типа фоторецептори, 12 от които отговарят за цветното зрение в червения и ултравиолетовия диапазон. Някои части от тялото, като крайниците, главата и опашката, са покрити със светлоотразяващ материал, който може да пречупва светлината, като я поляризира по специален начин.

## Разпространение и местообитание
Среща се в западната част на Тихия океан край островите Тайван и Рюкю. Обитава плитките води на дълбочина от 5 до 37 m. Предпочита да се крие и не обича да е на открити места, поради което голяма част от живота си прекарва в дупки из рифовете.